# Хараппа
Хараппа (англ. Harappa; урду/пенджаб. ہڑپّہ) — село у провінції Пенджаб (Пакистан), пам'ятка археології та місце археологічних розкопок, розташоване за 20 км від міста Сагівал; один з головних центрів хараппської цивілізації (3 тис. — 17-16 ст. до н. е.), розташований поблизу старого русла річки Раві, в дистрикті Сагівал. «Хараппа» не є початковою назвою даного населеного пункту — місця розкопок. Ця назва дана місцю розкопок від назви сучасного селища Хараппа, розташованого за 6 км від стародавнього міста.
Розкопки виявили руїни укріпленого міста бронзової доби, що є частиною культури поховань типу H та Індської цивілізації, центр якої лежав на території сучасних провінцій Сінд та Пенджаб. У давнину в місті проживало до 23 500 мешканців. Зараз це невелике придорожне містечко з населенням близько 15 тис. осіб.
На цьому місці планувалося будівництво парку розваг, але було скасовано в 2005 р., після того, як на ранній стадії будівництва було виявлено безліч археологічних артефактів. Завдяки зверненню видатного археолога Пакистану Агмада Гасана Дані в Міністерство Культури було прийнято рішення про відновлення міста.

## Історія

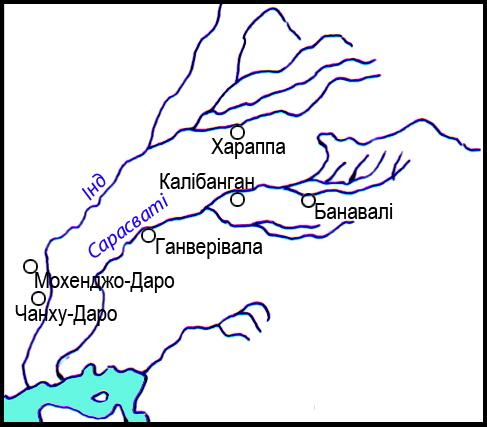
Гараппа та сусідні з нею центри Індської цивілізації

Корені цивілізації долини Інду (відомої також під назвами Індська та Хараппська цивілізація) виходять з культури Мергарх, що існувала 8 тис. років тому. Найбільші міста Мохенджо-Даро та Хараппа, з'явилися приблизно 4,6 тис. років тому. 
Цивілізація мала власну систему письма, міста, розвинену соціальну та економічну системи. Була відкрита у 1920 році під час розкопок Мохенджо-Даро (гори мертвих) в провінції Сінд біля Суккура та Хараппи. Відомі також інші розкопки з залишками цієї цивілізації. Хараппська цивілізація представлена містами Хараппа, Мохеджо-Даро, Калібанган. Їхній регіон простягається з півночі на південь — від підніжжя Гімалаїв у індійському Східному Пенджабі до Гуджарату, та з заходу на схід — від Гуджарату до Белуджистану. 
У 1857 році давнє місто Хараппа було частково розібране на цеглини, що використовувалися при будівництві залізниці Лахор-Мултан, однак розкопки виявили значну кількість артефактів.

## Культура та економіка
Індська цивілізація була міською, з економікою, основу якої становили надлишок сільськогосподарської продукції та торгівля — як внутрішня, так і з Шумером у Межиріччі. Хараппа була строго орієнтована по лінії південь — північ, вулиці створювались під прямим кутом, алеї з'єднували кінці вулиць, планування будинків — централізоване. Як Мохенджо-Даро, так і Хараппа, мають роздільні помешкання, цегляні будівлі з пласкими дахами та укріплені адміністративні й релігійні центри. Хоча схожість наводить на думку про існування стандартизованої системи міського планування, але вона пов'язана з напів прямокутним типом будівель. Порівняння планів Мохенджо-Даро та Хараппи свідчать про різну організацію. З іншого боку, знайдені гирі та інструменти вимірювання свідчать про високий рівень стандартизації за усталеною шкалою. Для ідентифікації майна й перевезення товарів використовувалися печатки. Хоча вироби з міді та бронзи зустрічаються часто, залізо все ще не використовувалося. Давні мешканці міст вміли ткати й фарбувати бавовняні тканини. Вирощували пшеницю, рис та різноманітні овочі й фрукти, були одомашнені тварини. На місці розкопок знайдено багато гончарних виробів, виготовлених із використання гончарного круга. Багато з них оздоблено зображенням тварин та геометричними узорами. Культурна однорідність дозволяє зробити висновок, що в межах міста (хоча не в межах регіону) існувало централізоване управління.

## Археологія
Найвишуканішими серед знайдених артефактів є маленькі квадратні печатки із вирізьбленими зображеннями тварин та людей. 
Велику кількість таких печаток знайдено у Мохенджо-Даро. Багато з них мають піктографічні написи, які вважаються певного роду письмом. Незважаючи на зусилля археологів із усього світу та використання сучасної криптології, письмо досі не розшифроване. Невідомо чи воно прото-дравидське, прото-шраміністське (джайністське), неведичне письмо, чи все ж споріднене із брахмі.

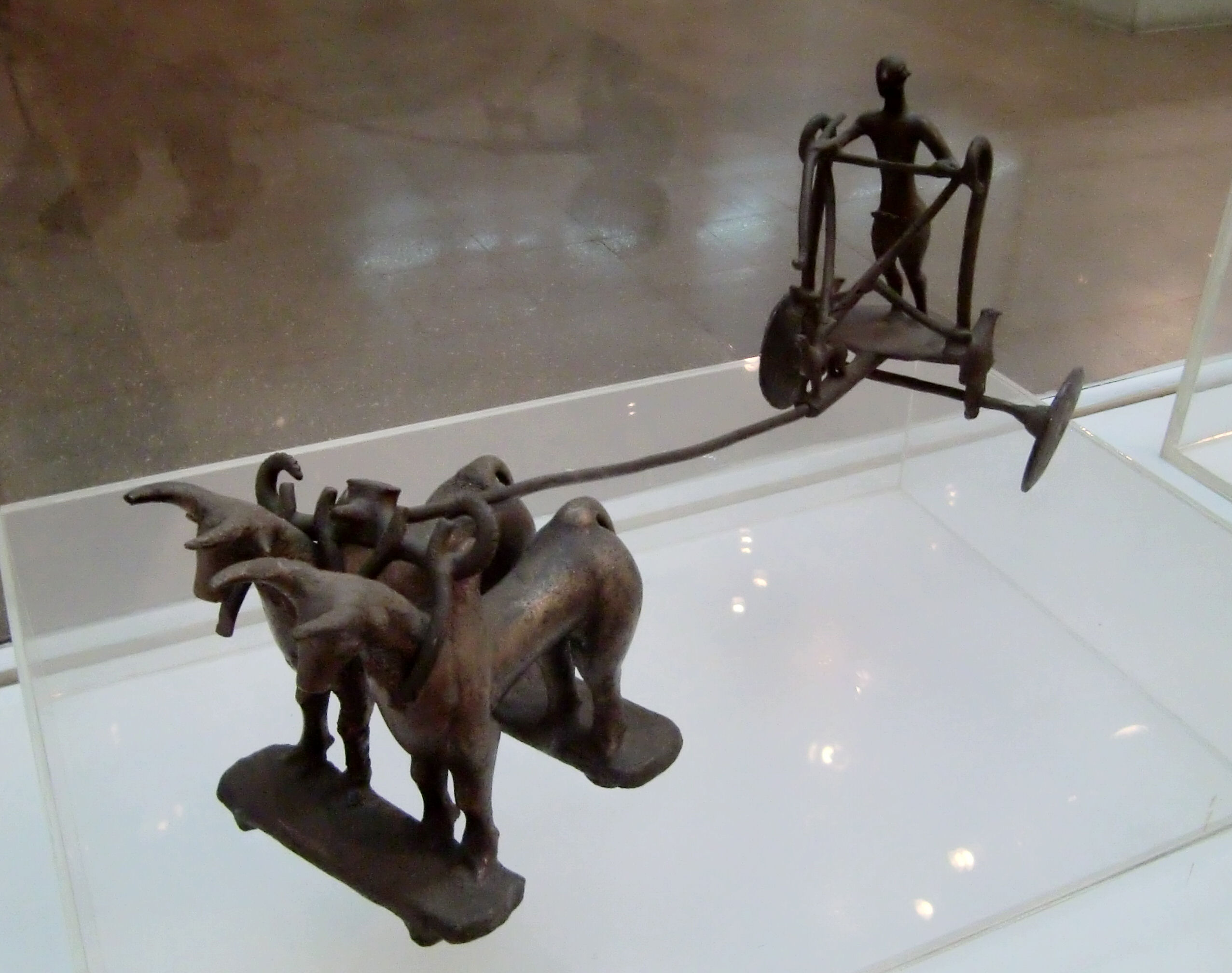
Візник, Хараппа
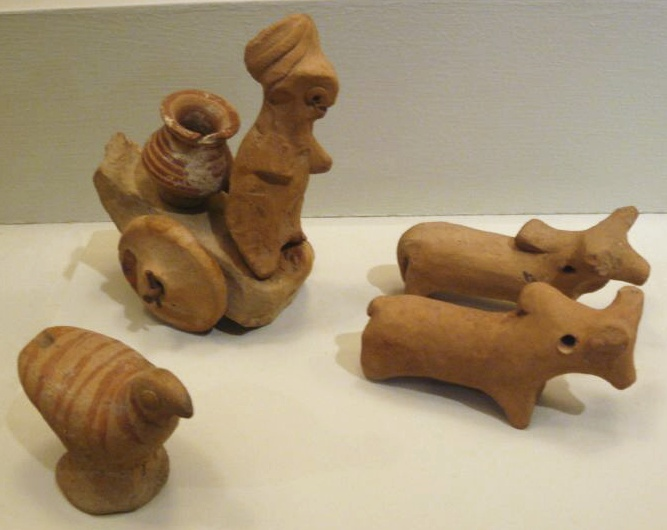
Знайдені в Хараппі іграшки
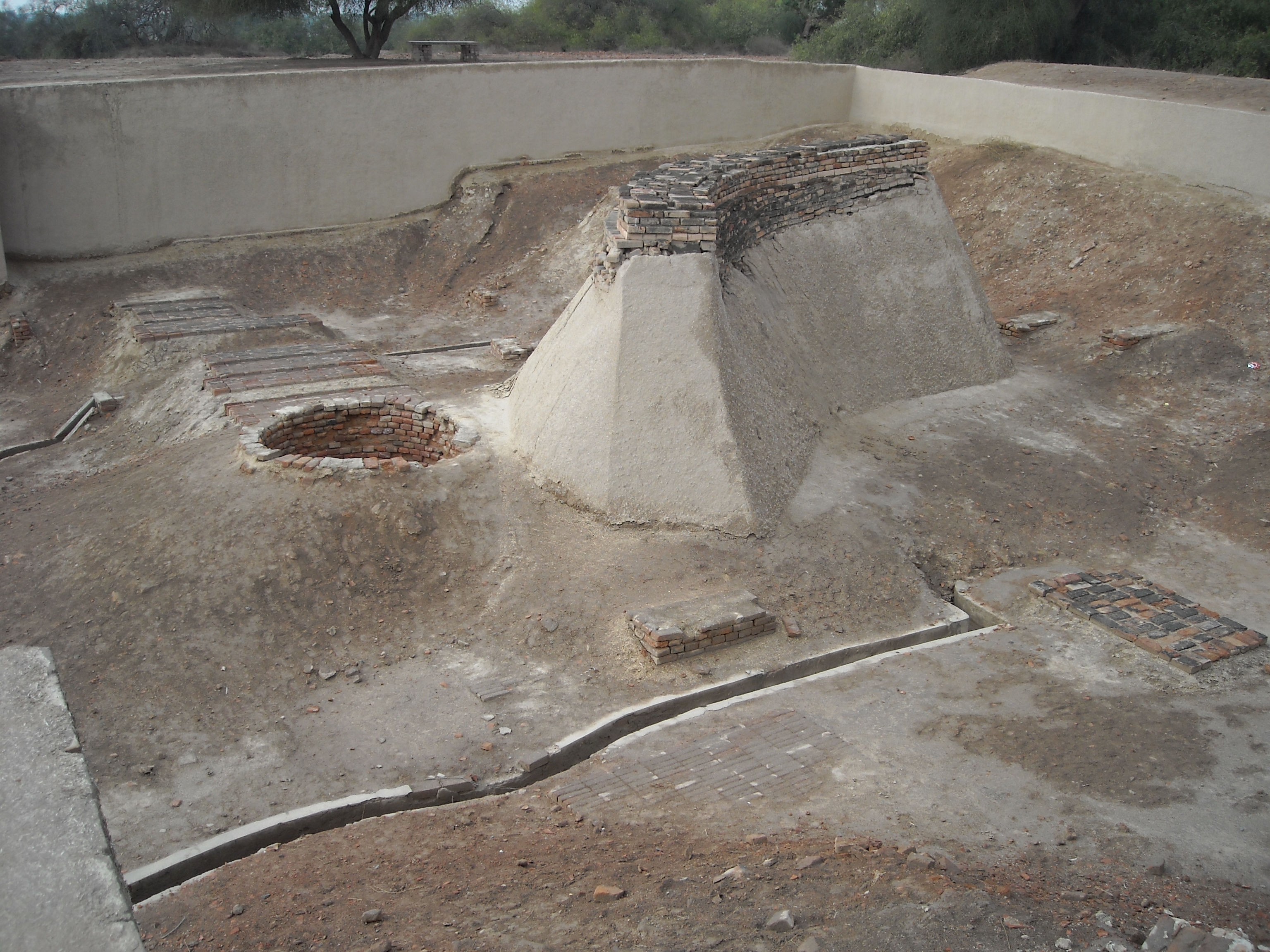
Криниця та платформа для купання
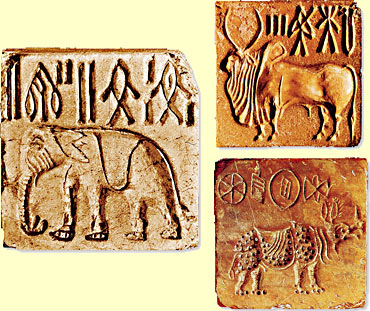
Зображення тварин на печатках
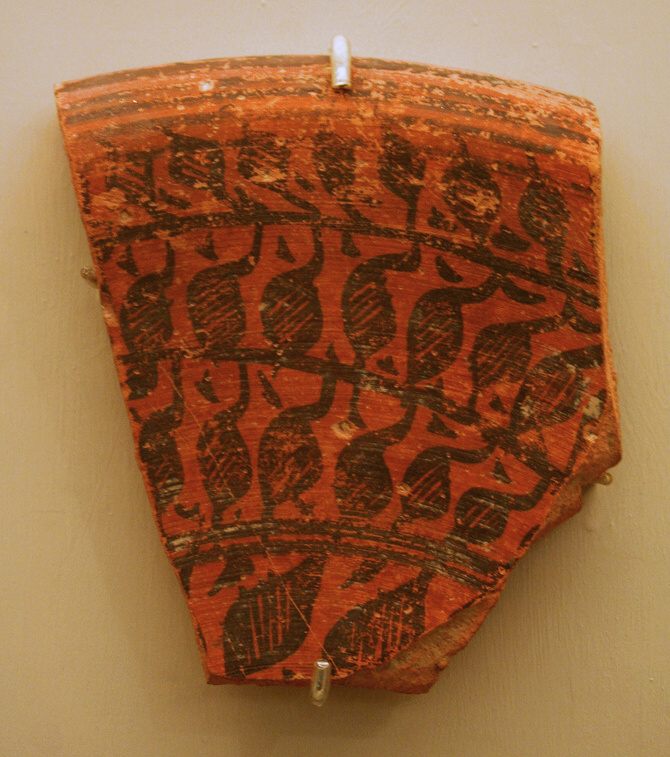
Фрагмент глиняного посуду